# Iglesia de San Miguel (Forés)
La iglesia de San Miguel de Forés es un edificio religioso de la población de Forés perteneciente a la comarca catalana de la Cuenca de Barberá en la provincia de Tarragona. Es una iglesia de arquitectura románica incluida en el Inventario del Patrimonio Arquitectónico de Cataluña y protegida como Bien Cultural de Interés Local.

## Historia
El Castillo de Forés fue colonizado a partir de los años 1053 hasta 1058. Posiblemente en el lugar hubo una iglesia anterior a la actual o bien se construyó esta porque la otra era parte del castillo. Lo cierto es que aparece documentada por primera vez en el año 1154, fecha que no se cree que corresponda a este edificio. Por las características morfológicas más bien se trata de una obra de finales del siglo XII. A inicios del siglo XIV se construyó la capilla abierta en el muro norte y poco tiempo después, en 1330, los jurados contrataban la obra de la otra. En el contrato se determinó que esta última fuera idéntica a la anterior. La construcción del campanario que se levanta sobre la bóveda de esta capilla del 1330 no es muy posterior. Firmaron las capitulaciones en 1356.
Está situada en la cima de la colina donde se asienta el pueblo. Se encuentra a un nivel más bajo de la calle por el lado sur, lo que hace que para acceder por la puerta original haya que bajar unas escaleras.

## Arquitectura
El edificio originariamente era de una sola nave con ábside semicircular en la cabecera, hoy desaparecido. A lo largo del siglo XIV se construyeron dos capillas de planta cuadrada, a ambos lados de la nave, en el tramo inmediatamente anterior al presbiterio, que han configurado un tipo de crucero. El ábside primitivo fue derribado en el siglo XIX. La bóveda es de cañón apuntado y arranca de una imposta que recorre todo el perímetro de la nave. En cuanto al material constructivo empleado se trata de sillares de piedra, cortados cuidadosamente y colocados en el muro al modo isódomo. La iglesia tiene dos puertas de acceso que se conocen como la de los «hombres» y la de las «mujeres». Aunque este hecho ha sido explicado por hipótesis muy sugestivas, hay que remarcar que no son contemporáneas; ambas puertas se abren en el muro sur. La más cercana al presbiterio es del siglo XIV, la otra corresponde al primer momento de la obra. Esta última muestra ornamentación con arquivoltas en gradación que arrancan de tres capiteles a cada lado. con imposta decorada con doble zigzag. El tímpano presenta decoración incisa muy erosionada. La otra puerta es muy sencilla, de arco de medio punto y adintelada con un bordón externo a modo de guardapolvo que es el único motivo decorado con elementos geométricos. El campanario es del siglo XIV, de una reforma tardía.